# Har Šachmon
Har Šachmon (hebrejsky: הר שחמון) je vrch o nadmořské výšce 325 metrů v jižním Izraeli, v pohoří Harej Ejlat.
Nachází se cca 3 kilometry severozápadně od centra města Ejlat a cca 6 kilometrů východně od mezistátní hranice mezi Izraelem a Egyptem. Má podobu výrazného odlesněného skalního masivu, jehož svahy na všechny strany prudce spadají do hlubokých údolí, jimiž protékají vádí. Na jižní a západní straně je to vádí Nachal Šachmon, které teče do Akabského zálivu stejně jako vádí Nachal Netafim na severní straně hory, které tu ústí do Nachal Roded. Na protější straně tohoto vádí pak začíná hora Har Jedidja. Do Nachal Roded přitéká ze severovýchodních svahů Har Šachmon ještě menší vádí Nachal Ja'el. Na jihovýchodním úpatí hory začíná zástavba města Ejlat a na východních úbočích stojí ještě vesnice Ejlot. Hora je turisticky využívána, z vrcholu se nabízí kruhový výhled na okolní krajinu.